# Union pour le renouveau démocratique/Front pour l'alternance
 (avril 2015).
Pour les articles homonymes, voir Renouveau démocratique.
L'Union pour le renouveau démocratique/Front pour l'alternance (URD/FAL) est un parti politique sénégalais, dirigé par Mahmoud Saleh.

## Histoire
Issu d'une scission d'avec l'Union pour le renouveau démocratique (URD), le parti est officiellement créé le 20 octobre 2000.
Lors des élections législatives de 2001, il rejoint la Coalition Sopi.
La prise de position de Mahmoud Saleh en faveur d'Abdoulaye Wade lors de l'élection présidentielle de 2007 ne fait pas l'unanimité au sein de son parti.

## Orientation
C'est un parti de gauche, de tendance trotskiste.
Ses objectifs explicites sont de « conquérir démocratiquement le pouvoir en vue de mettre en pratique les idées et projets qui fondent le développement des sociétés démocratiques modernes, pour réaliser, par les voies les mieux adaptées, le développement du Sénégal, afin d'assurer à chaque citoyen le plein épanouissement de sa personnalité ».

## Symboles
Ses couleurs sont le vert et le blanc, son emblème est une main droite ouverte.

## Organisation
Son siège se trouve à Dakar.